# Liste der Bischöfe von Saluzzo
Die folgenden Personen waren Bischöfe von Saluzzo (Italien):
- Giovanni Antonio della Rovere (1511–1512)
- Sisto Kardinal Gara della Rovere (1512–1516)
- Tornabuoni Giuliano (1516–1530)
- Tornabuoni Alfonso (1530–1546)
- Filippo Archinto (1546–1554)
- Cristoforo Archinto (1556)
- Gabriele Cesano (1556–1568)
- Giovanni Maria Tapparelli (1568–1581)
- Luigi Pallavicino (1581)
- Giovanni Antonio Pichot (1583–1597)
- Beato Giovanni Giovenale Ancina (1602–1604)
- Ottavio Viale (1608–1624)
- Agaffino Solaro (1625)
- Giacobino Marenco (1627–1635)
- Pietro Bellino (1636–1641)
- Francisco Agostino della Chiesa (1642–1662)
- Carlo Piscina (1664–1668)
- Nicolao Lepori (1668–1686)
- Michele ludovico Thevenardi (1688–1697)
- Carlo Giuseppe Morozzo (1698–1729)
- Giovanni Battista Lomellino (1729–1733)
- Giuseppe Filippo Porporato (1741–1781)
- Giuseppe Gioacchino Lovera (1783–1799)
- Teresio Kardinal Ferrero della Marmora (1805–1824)
- Antonio Podestà (1828–1836)
- Giovanni Antonio Gianotti (1837–1863)
- Lorenzo Gastaldi (1867–1871)
- Alfonso Bulgione di Monale (1871–1894)
- Mattia Vicario (1895–1901)
- Giovanni Oberti (1901–1942)
- Egidio Luigi Lanzo (1943–1973)
- Antonio Fustella (1973–1986)
- Sebastiano Dho (1986–1993)
- Diego Natale Bona (1994–2003)
- Giuseppe Guerrini (2003–2016)
- Cristiano Bodo (seit 2016)